# Go A
Go_A je ukrajinski folktronički sastav osnovan 2012. godine. Međunarodno su najpoznatiji su po sudjelovanju na Pjesmi Eurovizije.

## Životopis
Ideju o formiranju sastava koji bi kombinirao modernu elektroničku glazbu s ukrajinskim etničkim motivima dobio je 2011. godine Taras Shevchenko. Kako mu je bio problem naći istomišljenike, sastav se formirao tek kasnije u 2012. godini, kada su i izbacili prvu pjesmu imena "Koliada" ("Коляда"; slavenski običaj kolende). Ime sastava je kombinacija engleske riječi "Go" (ići) i grčkog slova alfa (Α), simbolizirajući značenje "povratak korijenima".
Pozornost su stekli 2015. pjesmom "Vesnianka" ("Веснянка"; drevni ukrajinski ples), s kojom su pobijedili na istogodišnjem The Best Track in Ukraine festivalu. Pjesma im je postala prvi veliki uspjeh, te se vrtila na domaćoj radio stanici Kiss FM, na čijoj se 10Dance hit listi držala na #1 mjestu šest uzastopnih tjedana. Na jesen 2016. su izbacili svoj debi album Idy na zvuk koji se sastoji od deset pjesama.
Početkom 2017. izdali su božićni singl "Shchedryi vechir" ("Щедрий вечір"; velikodušna večer) u suradnji s Katjom Chilly. Održali su turneje u raznim državama prije i poslije Pjesme Eurovizije - po Izraelu, Poljskoj, Belgiji, Bjelorusiji, te sudjelovali na Gogoljfestu, Zemlji snova i Koktebel Jazz Festu.

## Pjesma Eurovizije
Go_A su predstavljali Ukrajinu na Pjesmi Eurovizije 2021. s pjesmom "Shum" (šum) nakon što je natjecanje 2020. otkazano zbog pandemije koronavirusa, gdje bi inače izveli sličnu pjesmu "Solovey" (slavuj). Na natjecanju su se plasirali na visokom 5. mjestu.

## Albumi
- Idy na zvuk (2016.)